# Pârâul lui Tita
Pârâul lui Tita (La corriente de Tita) también denominado como río Bicăjel Râul Bicăjel tributario en la margen derecha del río Bicaz en Rumanía. Descarga en el Bicaz en las proximidades de Bicaz-Chei. Tiene una longitud 26 km (16,2 mi) y el tamaño de su cuenca es 83 km² (32,0 mi²)., a su vez, afluente del río Danubio.